# Sydney Galès
 (mai 2015).
Si vous disposez d'ouvrages ou d'articles de référence ou si vous connaissez des sites web de qualité traitant du thème abordé ici, merci de compléter l'article en donnant les références utiles à sa vérifiabilité et en les liant à la section « Notes et références ».
Sydney Galès, né le 1er novembre 1943 à Tunis (protectorat français de Tunisie) et mort le 29 novembre 2024 à Verrières-le-Buisson,,, est un physicien nucléaire français.

## Carrière
Entré au CNRS à l’âge de 25 ans en tant que stagiaire de recherche, Sydney Galès a passé une thèse de troisième cycle en 1970, dont le travail a été récompensé par la médaille de bronze du CNRS. Après un séjour dans le cadre coopération militaire au laboratoire de l’Université de Montréal, il prépare sa thèse de doctorat d’État à l’institut de physique nucléaire d’Orsay (Université Paris XI) qu’il soutient avec succès en juin 1976. Il a ensuite effectué un séjour post-doctoral aux États-Unis en 1978 d’où il est revenu avec l’idée du projet du premier accélérateur cyclotron supra conducteur européen. Il la proposa à la direction de l’IN2P3 en 1980. Il forme une collaboration européenne autour de ce projet, nommé AGOR, avec les physiciens néerlandais du KVI (nl) Groningue, et dirige pendant huit années (1986-1994) de la conception à la réalisation une équipe de 50 chercheurs, ingénieurs et techniciens. Ce nouvel accélérateur délivre ses premiers faisceaux en mai 1994 à Orsay. En 1992, il est nommé professeur « extraordinaire » à l’université de Groningue et le reste jusqu’en 2009. Il prend la direction de l’IPN d’Orsay en 1994 qu’il dirigera pendant huit ans.
Ses travaux de recherche ont principalement portés sur  la connaissance du noyau de l’atome en particulier dans les propriétés de symétrie entre ses constituants. Il a en outre contribué au développement du « modèle en couches » en établissant ses limites de validité. Plus récemment il s’est intéressé à la physique des noyaux exotiques, noyaux qui jouent un rôle clé dans la formation des éléments lourds de l’Univers. Il a à cet effet pris part aux discussions sur l’avenir des grandes installations européennes et aux caractéristiques des accélérateurs de nouvelle génération et de haute puissance qui pourraient être construits pour produire en abondance ces noyaux « exotiques ». Ses travaux ont été récompensés par l’attribution du prix Flerov (de) 2010 de Dubna pour « sa contribution exceptionnelle à l’étude des noyaux exotiques ».
En novembre 2004, il rejoint la direction de l’IN2P3 en tant que directeur scientifique adjoint. Le 1er juillet 2005, en accord avec le directeur de la DSM du CEA, Sydney Galès est nommé directeur du GANIL à Caen avec la mission de conduire la politique de ce laboratoire pendant la construction du nouvel accélérateur SPIRAL2 et d’en faire à l’échéance 2013 une installation avec partenariats internationaux. Le 31 décembre 2011, il est remplacé par Florent Staley.
En février 2012, il quitte la direction scientifique de l’IN2P3 et assure entre mars 2012 et avril 2013 la coordination des contributions « in kind » au projet international FAIR (en), au GSI en Allemagne.
En 2012 il est élu membre de « Academia Europaea » et devient membre du bureau exécutif de la section « Physics and Engineering » de l’Academia Europeae.
En avril 2013, à la demande de la direction de l’institut roumain IFIN-HH (ro) de Bucarest il prend la direction scientifique du Très Grand Équipement Européen ELI-NP, un projet de la liste ESFRI (de) a l’interface de la physique nucléaire et de la physique des plasmas et des lasers de haute puissance et des photons a haute énergie à Bucarest en Roumanie.
Il est sollicité de 2005 à 2009 pour faire partie du Jury de Prix Nobel de physique[réf. nécessaire].

## Récompenses et distinctions
- Médaille de bronze du CNRS (1978)
- Élu membre de l’« Academia Europaea » (2012)
- Prix Félix-Robin (2014)[5]
- Prix Flerov du Joint International Institute for Research (Dubna, Russie) (de) (2009)[6]

## Décorations
- Chevalier de l'ordre d'Orange-Nassau (Pays-Bas, 1996)
- Chevalier de l'ordre national du Mérite (1997)
- Chevalier de la Légion d'honneur (2015)